# Волк-полицейский
«Волк-полицейский» (англ. WolfCop) — канадский супергеройский фильм 2014 года, совмещающий элементы комедии и ужасов. Вторая полнометражная работа режиссёра Лоуэлла Дина.
Слоган фильма — «Как Грязный Гарри… только с шерстью» (Dirty Harry…Only hairier).

## Сюжет
Лу Гэроу (Лео Фафард) — полицейский сержант-алкоголик, живущий в небольшом городке Вудхэйвен (Woodhaven). Однажды он, приехав по вызову, оказывается похищен местными сатанистами, которые проводят над ним жуткий ритуал. Утром полицейский просыпается и едет на работу. Вскоре Лу замечает за собой некоторые странности, а после беседы со своим слегка сумасшедшим приятелем Вилли Хиггинсом (Джонатан Черри) у него не остаётся сомнений — он оборотень. В своём новом облике Волк-полицейский расправляется с бандой грабителей в масках свиней и собирается убить лидера главной преступной банды Вудхэйвена (Джесси Мосс). Однако, Лу оказывается не единственным оборотнем в городе…

## В ролях
| Актёр              | Роль                                          |
| ------------------ | --------------------------------------------- |
| Лео Фафард         | сержант Лу Гэроу/Волк-полицейский             |
| Эми Матисио        | сержант Тина Уолш                             |
| Джонатан Черри     | владелец оружейного магазина Вилли Хиггинс    |
| Сара Линд          | бармен Джессика                               |
| Джесси Мосс        | лидер банды                                   |
| Райленд Александер | кандидат на пост мэра Вудхэйвена Терри Уоллес |
| Эйдан Девайн       | шеф полиции                                   |

## Производство
В 2010 году актёр Лео Фафард (будущий исполнитель главной роли) снимался в клипе инди-рок группы Rah Rah на песню под названием «Henry» в роли оборотня. Режиссёр клипа Лоуэлл Дин, которому понравилась игра Лео, под конец съёмок подошёл к нему и предложил сняться в своём новом проекте «WolfCop» (тогда фильм был ещё в стадии написания сценария).
Съёмки начались в октябре 2013 в городе Реджайна, провинция Саскачеван. Волк-полицейский снят в стиле ретро, практически без использования компьютерной графики.
Премьера фильма состоялась 6 июня 2014 года в Канаде. 8 ноября 2014 года фильм был показан на Международном кинофестивале в Стокгольме.

## Саундтрек

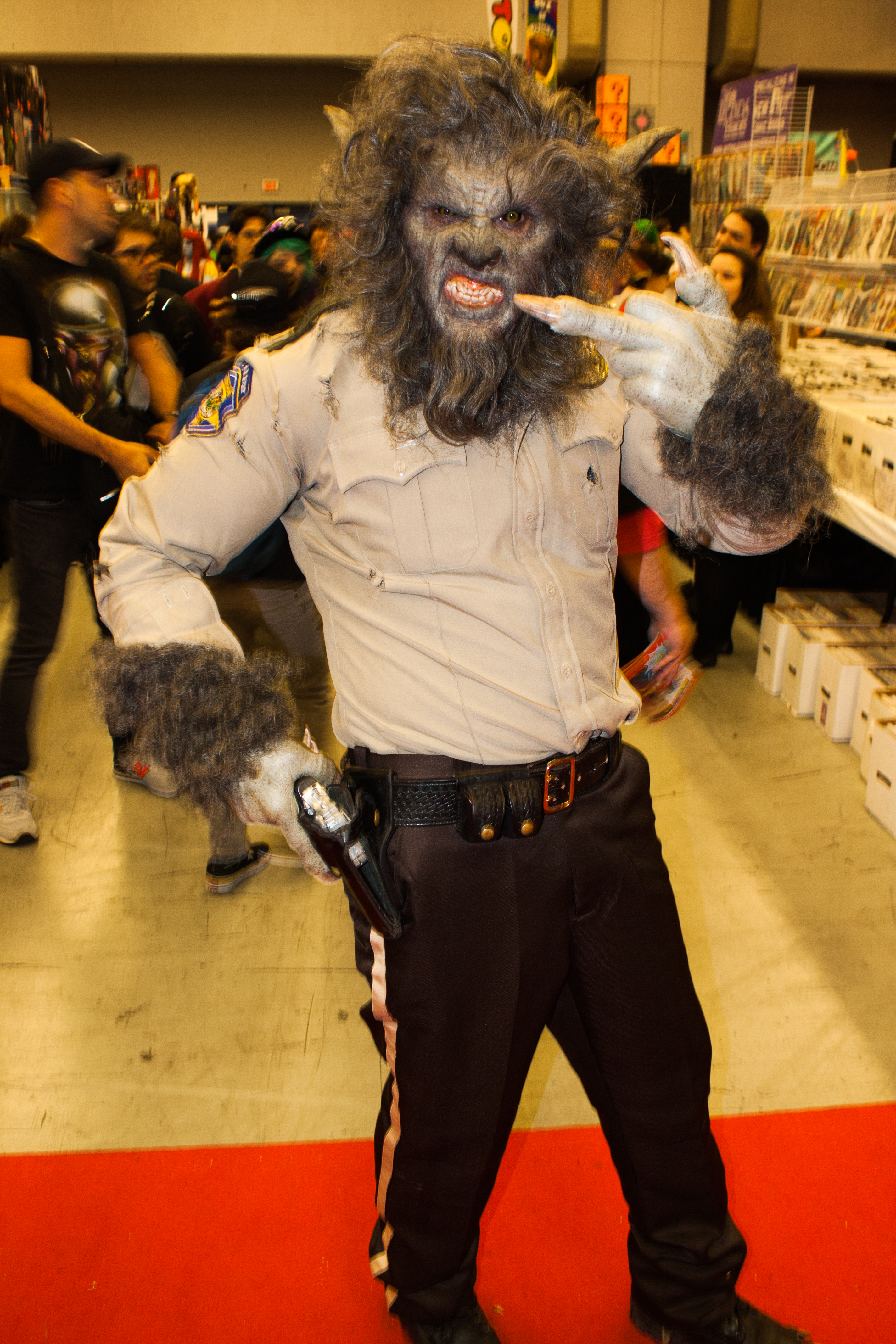
Косплей на Montreal Comiccon 2016 года

Музыку к Волку-полицейскому написала канадская хеви-метал группа Shooting Guns и музыкант Тоби Бонд, который позднее вошёл в её состав. Общая длина всех треков составляет 76 минут. В сентябре 2014 саундтрек фильма был выпущен на виниловых пластинках студией RidingEasy Records.

## Критика
На сайте Rotten Tomatoes «Волк-полицейский» получил 67 % «свежести». Британская газета The Guardian поставила фильму оценку 3/5. Положительно о фильме отзывались издания Twitch Film, Fangoria и Dread Central.
Брюс ДеМара из газеты Toronto Star поставил оценку 1.5/4, раскритиковав юмористическую  составляющую фильма.

## Сиквел
В марте 2015 года в интервью для киножурнала Fangoria Лоуэлл Дин заявил о том, что у фильма будет сиквел — WolfCop II, в котором Лео Фафард снова исполнит главную роль, а Джонатан Черри — Вилли Хиггинса. Сиквел получил название «Ещё один волк-полицейский», а на экраны вышел 1 декабря 2017 года.